# Sielec (rejon kamionecki)
Sielec (ukr. Сілець, Siłeć) – wieś na Ukrainie. Należy do rejonu kamioneckiego w obwodzie lwowskim i liczy 581 mieszkańców.

## Historia
W czasach przedrozbiorowych królewszczyzna (tenuta Sielce Bieńkowe), objęta kolonizacją wołoską, istniejąca co najmniej od początku XVI w., lub nawet wcześniej. 
W roku 1564–70 należała do starostwa kamioneckiego, a w 1764 przydzielona do starostwa buskiego. W XVI w. wieś liczyłą 18.25 łanu, osadnicy płacili dań dwudziestego barana. W 1578 jest wójtostwem. Jednym z wójtów był Bieńkowski, skąd nazwa wsi. W północnej części wsi zwanej Kuźnią przed rozbiorami była hamernia poruszana siłą wody Bugu i wykorzystująca stosunkowo ubogą rudę żelaza (limonit, ruda bagienna), którą kopano jeszcze na początku XIX w. za czasów Józefa Miera. Dlatego w okolicy do końca XVIII w. rozwinięty był przemysł kowalski.
W 1699 jej posesorką była Anna z Ożgów Wielhorska (zm. 1706). W roku następnym przekazała ją synowi Wacławowi Ksaweremu (zm. 1707/09). Przez wiele następnych lat Sielce dzierżyły wdowy po przedwcześnie zmarłych męskich przedstawicielach rodu Wielhorskich.  Po śmierci Ludwiki vel Ludwiny z Zamoyskich w 1737 dzierżawę nadano Janowi Karolowi Mniszchowi (zm. 1759), zaś ten w 1746 odstąpił ją Michałowi Wielhorskiemu (zm. 1794).  W 1760 Michał Wielhorski dokonał cesji Sielców i nowo założonej Rudy Sieleckiej na rzecz Józefa Miera, starosty trzcinnickiego i późniejszego wojewody pomorskiego.
Dziedzicem majątku był hr. Karol Mier (zm. 1885). Pod koniec XIX wieku właścicielką majątku była jego żona hr. Helena Mierowa.
Za II Rzeczypospolitej do 1934 wieś stanowiła samodzielną gminę jednostkową w powiecie kamioneckim w woj. tarnopolskim. W związku z reformą scaleniową została 1 sierpnia 1934 włączona jako gromada, do nowo utworzonej wiejskiej gminy zbiorowej Dobrotwór (oraz częściowo do gminy Nieznanów) w tymże powiecie i województwie . Nowo utworzona gromada obejmowała miejscowości Bratasze, Doliny, Kuźnia Ruska, Osowiec, Perekałki, Sielec Bieńków, Terebinie i Tyczek. Jednocześnie z części dawnej gminy Sielec utworzono gromadę Gawliki obejmującą przysiółki: Brzezina, Gawliki, Kuźnia Polska, Ptaszniki, Zabuże i Zapotok.
W czasie okupacji niemieckiej Karol Buczkowski, Polak z Kamionki Strumiłowej pracujący w Sielcu Bieńków, udzielał tutaj pomocy Żydowi Ottowi Rajniszowi, a następnie zapewnił mu fałszywe dokumenty na nazwisko Jan Adamczyk i ulokował w Niezwiskach. W 1983 roku Instytut Jad Waszem uhonorował za to Buczkowskiego tytułem Sprawiedliwego wśród Narodów Świata.
W 1944 nacjonaliści ukraińscy z OUN-UPA zamordowali tutaj w różnych okolicznościach 31 Polaków.
Po wojnie wieś weszła w struktury administracyjne Związku Radzieckiego.